# Black Diamond: The Anthology
Albums de Stratovarius
Stratovarius
(2005) Polaris
(2009)
Black Diamond: The Anthology est une compilation du groupe de power metal finlandais Stratovarius publiée en 2007.

## Liste des titres
CD 1
1. Future Shock
2. Break The Ice
3. The Hands Of Time
4. Twilight Time
5. Out Of The Shadows
6. Hold Onto Your Dream
7. Dreamspace
8. Atlantis/Abyss
9. Shattered
10. Against The Wind
11. Distant Skies
12. Stratovarius (Instrumental)
13. Twilight Symphony
14. Speed Of Light
15. Father Time

CD 2
1. Will The Sun Rise?
2. Stratosphere (Instrumental)
3. Forever
4. The Kiss Of Judas
5. Black Diamond
6. Forever Free
7. Paradise
8. S.O.S.
9. No Turning Back
10. 4000 Rainy Nights
11. Playing With Fire
12. Hunting High And Low
13. Will My Soul Ever Rest In Peace?
14. Eagleheart
15. I Walk To My Own Song
16. Maniac Dance